# Вжави (Підкарпатське воєводство)
Вжави (пол. Wrzawy) — село в Польщі, у гміні Ґожице Тарнобжезького повіту Підкарпатського воєводства.
Населення — 1588 осіб (2011).
У 1975-1998 роках село належало до Тарнобжезького воєводства.

## Демографія
Демографічна структура станом на 31 березня 2011 року:
|          | Загалом | Допрацездатний вік | Працездатний вік | Постпрацездатний вік |
| -------- | ------- | ------------------ | ---------------- | -------------------- |
| Чоловіки | 783     | 169                | 510              | 104                  |
| Жінки    | 805     | 184                | 432              | 189                  |
| Разом    | 1588    | 353                | 942              | 293                  |